# Ljudmil Rus
Ljudmil Rus (1933—23. december 2021), ustanovitelj (1963) in dirigent kitarskega orkestra Ljudmila Rusa, je v mladosti študiral psihologijo in filozofijo. Svoje znanje s tega področja je postavil v službo svojega glasbeno-pedagoškega delovanja. Od začetka do upokojitve je poučeval kitaro na Glasbeni šoli Franca Šturma. S svojim velikim strokovnim znanjem in bogatimi pedagoškimi izkušnjami je vzgojil celo vrsto odličnih kitaristov, uveljavljenih doma in v tujini. Njegovi učenci izstopajo s svojo pravilno in zanesljivo tehniko kot tudi z ustvarjalnim tolmačenjem glasbene misli. Na republiških, zveznih, državnih in mednarodnih tekmovanjih so dobivali najvišja priznanja. Poleg svojega rednega dela je Ljudmil Rus velik del svojega življenja posvetil kitarskemu orkestru, ki ga je navdušil za neutrudljivo iskanje literature za tovrstno sestavo. Začel je s samostojnim prirejanjem skladb različnih avtorjev. Poleg teh pa je tekom let še sam ustvaril nekaj zelo uspešnih skladb za ta orkester. Tako se je Ljudmil Rus razvil v vsestransko glasbeno osebnost, ki jo je nenehno iskanje in ustvarjalni nemir gnala naprej k čim bolj dovršenim osebnim izrazom. Izdal je tudi knjigo z izvirnim naslovom »Njeno veličanstvo kitara in njeni podaniki«. Profesor Ljudmil Rus je umrl na svojem domu v Ljubljani, star 88 let.